# Deutsche Männer-Handballnationalmannschaft (Junioren)
Die deutsche Männer-Handballnationalmannschaft (Junioren) ist die vom Deutschen Handballbund aufgestellte Nationalauswahl Deutschlands für Nachwuchsspieler der Altersklasse Junioren.

## DefinitionJuniorenundJugend
Die Juniorenauswahl steht altersmäßig zwischen der A-Nationalmannschaft und der Jugendauswahl.
Da sich die Leistungsfähigkeit von Sportlern altersabhängig unterscheidet, wird eine Klasseneinteilung vorgenommen. Unterhalb der Erwachsenenklasse Senioren werden die Sportler abhängig vom Geburtsjahr Altersklassen zugeteilt. Im deutschen Sprachraum wird dabei der Buchstabe U (steht für unter) vor das jeweilige Alter gesetzt. Die Junioren und Jugend genannten Sportler treten in den Altersklassen U 21 (unter 21 Jahren) und U 19 (unter 19 Jahren) an. Da für die Einteilung das Geburtsjahr ausschlaggebend ist, können die Sportler ihre Klassenzugehörigkeit während einer Saison beibehalten.
Beispiele: An den U-21-Wettbewerben im Jahr 2018 durften Spieler der Geburtsjahrgänge 1998 und 1999 teilnehmen. An den U-19-Wettbewerben des Jahres 2018 durften Spieler der Geburtsjahrgänge 2000 und 2001 teilnehmen.
Da die Altersklassen jeweils nur zwei Jahre behalten werden, ist die Fluktuation weit größer als bei den Erwachsenenauswahlen.

## Wettbewerbe

### Weltmeisterschaft der Junioren (U 21)
Die U-21-Weltmeisterschaften werden seit 1977 grundsätzlich alle zwei Jahre ausgetragen. Bis 1989 traten die Teams der BRD und DDR getrennt an.
Die deutsche Auswahl nahm mit nachstehend aufgeführten Ergebnissen teil:
| Jahr | Gastgeber                 | Teams                                             | Platz                                             | Mannschaft | Trainer                                           | Anmerkungen |
| ---- | ------------------------- | ------------------------------------------------- | ------------------------------------------------- | --- | ------------------------------------------------- | --- |
| 1977 | Schweden                  | 21                                                | 05. (BRD) 09. (DDR)                               | ? | ?                                                 | – |
| 1979 | Dänemark, Schweden        | 24                                                | 08. (DDR) 11. (BRD)                               | ? | ?                                                 | – |
| 1981 | Portugal                  | 16                                                | 05. (DDR) 09. (BRD)                               | ? | ?                                                 | – |
| 1983 | Finnland                  | 16                                                | 02. (BRD) 06. (DDR)                               | BRD: u. a. Jochen Fraatz, Martin Schwalb, Stephan Schöne, Michael Roth, Ulrich Roth | Horst Bredemeier                                  | – |
| 1985 | Italien                   | 16                                                | 04. (BRD) 05. (DDR)                               | ? | ?                                                 | – |
| 1987 | Jugoslawien               | 16                                                | 06. (BRD) 13. (DDR)                               | ? | ?                                                 | – |
| 1989 | Spanien                   | 16                                                | 04. (BRD)                                         | ? | ?                                                 | – |
| 1991 | Griechenland              | 16                                                | 09.                                               | ? | ?                                                 | – |
| 1993 | Ägypten                   | 16                                                | nicht teilgenommen                                | nicht teilgenommen | nicht teilgenommen                                | nicht teilgenommen |
| 1995 | Argentinien               | 20                                                | 11.                                               | ? | ?                                                 | – |
| 1997 | Türkei                    | 20                                                | 07.                                               | ? | ?                                                 | – |
| 1999 | Katar                     | 22                                                | nicht teilgenommen                                | nicht teilgenommen | nicht teilgenommen                                | nicht teilgenommen |
| 2001 | Schweiz                   | 20                                                | 05.                                               | Tor: Carsten Lichtlein, Sebastian Schmidt, Frank Pagel; Feld: Arne Niemeyer, Andreas Blank, Matthias Rohr, Pascal Hens, André Bechtold, Tobias Schröder, Lars Melzer, Jan-Fiete Buschmann, Christian Zeitz, Matthias Aschenbroich, Christian Schöne, Sebastian Preiß, Sven Hertzberg   | Horst Spengler, Dirk Rauin                        | – |
| 2003 | Brasilien                 | 20                                                | 13.                                               | Johannes Bitter, Florian Leutner, Silvio Heinevetter, Andreas Kunz, Dragos Oprea, Michael Kraus, Lars Kaufmann, Rico Göde, Bennet Wiegert, Stefan Kloppe, Christian Sprenger, Dominik Klein, Benjamin Hundt, Matthias Struck, Matthias Karbowski, Michael Spatz, Matthias Flohr        | Martin Heuberger                                  | – |
| 2005 | Ungarn                    | 20                                                | 04.                                               | Silvio Heinevetter, Timo Salzer, Moritz Schäpsmeier, Andreas Rojewski, Florian Laudt, René Boese, Christian Heuberger, Markus Richwien, Christoph Theuerkauf, Yves Grafenhorst, Kevin Klier, Andreas Simon, Sven-Sören Christophersen, Oliver Tesch, Uwe Gensheimer                    | Martin Heuberger                                  | – |
| 2007 | Nordmazedonien            | 20                                                | 02.                                               | Uwe Gensheimer, Martin Strobel, Jürgen Müller, Jens Vortmann, Robin Haller, Thorsten Salzer, Dennis Krause, Michael Allendorf, Hannes Lindt, Tim Kneule, Steffen Weinhold, Peter Jungwirth, Gunnar Dietrich, Sebastian Weber                                                           | Martin Heuberger                                  | Martin Strobel wurde in das All-Star-Team gewählt. Uwe Gensheimer wurde als MVP ausgezeichnet.                                           |
| 2009 | Ägypten                   | 24                                                | 01.                                               | Dario Quenstedt, Fabian Gutbrod, Steffen Coßbau, Patrick Wiencek, Georg Münch, Andrej Kogut, Jens Schöngarth, Patrick Schulz, Kristian Nippes, Daniel Wessig, Patrick Groetzki, Matthias Baur, Maximilian Weiss, Kai Häfner, Steffen Fäth, Kevin Schmidt                               | Martin Heuberger                                  | Andrej Kogut und Patrick Groetzki wurden in das All-Star-Team gewählt.                                                                   |
| 2011 | Griechenland              | 24                                                | 01.                                               | Nils Dresrüsse, Jan Forstbauer, Cornelius Maas, Alexander Becker, Johannes Sellin, Maximilian Schubert, Philipp Barsties, Jochen Geppert, Christian Dissinger, Oliver Krechel, Hendrik Pekeler, Christoph Steinert, Niklas Ruß, Robert Wetzel, Tim Hornke, Felix König                 | Martin Heuberger                                  | Nils Dresrüsse wurde in das All-Star-Team gewählt. Christian Dissinger wurde als MVP ausgezeichnet.                                      |
| 2013 | Bosnien und Herzegowina   | 24                                                | 11.                                               | Felix Storbeck, Patrick Zieker, Nils Torbrügge, Julius Kühn, Matthias Musche, Alexander Feld, Simon Ernst, Jonas Maier, Patrick Schmidt, Jan Forstbauer, Markus Hansen, Marcel Niemeyer, Tim Dahlhaus, Pascal Durak, Finn Lemke                                                        | Markus Baur, Axel Kromer                          | – |
| 2015 | Brasilien                 | 24                                                | 03.                                               | Moritz Preuss, Joscha Ritterbach, Jan Remmlinger, Lars Spieß, Franz Semper, Jona Schoch, Max Emanuel, Jonas Maier, Yves Kunkel, Christopher Rudeck, Simon Ernst, Timo Kastening, Tim Suton, Jannik Hausmann, Alexander Saul, Yannik Dräger                                             | Markus Baur                                       | Simon Ernst wurde in das All-Star Team gewählt.                                                                                          |
| 2017 | Algerien                  | 24                                                | 04.                                               | Joel Birlehm, Björn Zintel, Stefan Salger, Franz Semper, Tim Nothdurft, Sebastian Heymann, Kevin Struck, Valentin Spohn, Johannes Golla, Lars Weissgerber, Marian Michalczik, Patrick Gempp, Lukas Mertens, Moritz Schade, Jerome Müller, Stefan Hanemann                              | Erik Wudtke                                       | Lukas Mertens wurde in das All-Star-Team gewählt.                                                                                        |
| 2019 | Spanien                   | 24                                                | 09.                                               | Till Klimpke, Dimitri Ignatow, Fin Backs, Tim Matthes, Max Neuhaus, Lukas Stutzke, Lukas Kister, Sebastian Heymann, Yoshua Thiele, Jannek Klein, Hendrik Schreiber, Mattis Michel, Marcel Timm, Eloy Morante Maldonado, Max Mohs                                                       | Martin Heuberger                                  | – |
| 2021 | Ungarn                    | Das Turnier fiel wegen der COVID-19-Pandemie aus. | Das Turnier fiel wegen der COVID-19-Pandemie aus. | Das Turnier fiel wegen der COVID-19-Pandemie aus. | Das Turnier fiel wegen der COVID-19-Pandemie aus. | Das Turnier fiel wegen der COVID-19-Pandemie aus.                                                                                        |
| 2023 | Deutschland, Griechenland | 32                                                | 01.                                               | Max Beneke, Justus Fischer, Tim Freihöfer, Niclas Heitkamp, Mathis Häseler, Florian Kranzmann, Matthes Langhoff, Nils Lichtlein, Lasse Ludwig, Ole Pregler, Mika Sajenev, Moritz Sauter, Elias Scholtes, Stephan Seitz, David Späth, Sören Steinhaus, Renārs Uščins, Christian Wilhelm | Martin Heuberger                                  | Nils Lichtlein wurde zum besten Spieler des Turniers gewählt, David Späth zum besten Torhüter und Justus Fischer zum besten Kreisläufer. |
| 2025 | Polen                     | 32                                                | 05.                                               | Julian Buchele, Florian Drosten, Tim Gömmel, Felix Göttler, Max Günther, Leif Haack, Fritz Haake, Frederik Höler, Linus Kutz, Georg Löwen, David Móré, Elias Newel, Henri Pabst, Anton Preußner, Florian Scheerer, Jan Schmidt, Levin Unbehaun                                         | Martin Heuberger                                  | – |

### Europameisterschaft der Junioren (U 20)
Die U-20-Europameisterschaften werden seit 1996 grundsätzlich alle zwei Jahre ausgetragen.
Die deutsche Auswahl nahm mit nachstehend aufgeführten Ergebnissen teil:
| Jahr | Gastgeber    | Teams                                             | Platz                                             | Mannschaft | Trainer                                           | Anmerkungen                                                                            |
| ---- | ------------ | ------------------------------------------------- | ------------------------------------------------- | --- | ------------------------------------------------- | -------------------------------------------------------------------------------------- |
| 1996 | Rumänien     | 12                                                | nicht teilgenommen                                | nicht teilgenommen | nicht teilgenommen                                | nicht teilgenommen                                                                     |
| 1998 | Österreich   | 12                                                | nicht teilgenommen                                | nicht teilgenommen | nicht teilgenommen                                | nicht teilgenommen                                                                     |
| 2000 | Griechenland | 12                                                | nicht teilgenommen                                | nicht teilgenommen | nicht teilgenommen                                | nicht teilgenommen                                                                     |
| 2002 | Polen        | 12                                                | nicht teilgenommen                                | nicht teilgenommen | nicht teilgenommen                                | nicht teilgenommen                                                                     |
| 2004 | Lettland     | 16                                                | 01.                                               | Stefan Kneer, Silvio Heinevetter, Kevin Klier, Timo Salzer, Moritz Schäpsmeier, Florian Laudt, René Boese, Christian Heuberger, Sven-Sören Christophersen, Markus Richwien, Christoph Theuerkauf, Oliver Tesch, Yves Grafenhorst, Andreas Simon, Andreas Rojewski | Martin Heuberger                                  | –                                                                                      |
| 2006 | Österreich   | 16                                                | 01.                                               | Jürgen Müller, Jens Vortmann, Robin Haller, Hannes Lindt, Uwe Gensheimer, Gunnar Dietrich, Thorsten Salzer, Martin Strobel, Marc Hafner, Michael Allendorf, Robert Kählke, Dennis Krause, Tim Kneule, Julian Pflugfelder | Martin Heuberger                                  | Uwe Gensheimer und Martin Strobel wurden in das All-Star-Team gewählt.                 |
| 2008 | Rumänien     | 16                                                | 02.                                               | Dario Quenstedt, Fabian Gutbrod, Steffen Coßbau, Sascha Meiner, Sebastian Faißt, Daniel Wernig, Julian Lahme, Jenis Helmdach, Patrick Groetzki, Matthias Baur, Maximilian Weiß, Kai Häfner, Georg Auerswald, Kevin Schmidt | Martin Heuberger                                  | –                                                                                      |
| 2010 | Slowenien    | 16                                                | 04.                                               | Nils Dresrüsse, Rene Gruszka, Alexander Becker, Maximilian Schubert, Rene Drechsler, Jochen Geppert, Christian Dissinger, Oliver Krechel, Steffen Fäth, Christoph Steinert, Niklas Ruß, Hendrik Pekeler, Tom Wetzel, Felix König | Martin Heuberger                                  | Maximilian Schubert (LA) und Hendrik Pekeler (KM) wurden in das All-Star-Team gewählt. |
| 2012 | Türkei       | 16                                                | 07.                                               | Felix Storbeck, Patrick Zieker, Nils Torbrügge, Dennis Backhaus, Julius Kühn, Marcel Niemeyer, Pascal Durak, Fabian Wiede, Alexander Feld, Ramon Tauabo, Patrick Schmidt, Jan Forstbauer, Markus Hansen, Malte Semisch, Finn Lemke | Heiko Karrer, Christian Schwarzer                 | Patrick Zieker (LA) wurde in das All-Star-Team gewählt.                                |
| 2014 | Österreich   | 16                                                | 01.                                               | Marcel Engels, Lars Spieß, Florian Baumgärtner, Jannik Kohlbacher, Tom Spieß, Paul Drux, Max Emanuel, Jonas Maier, Fabian Wiederstein, Yves Kunkel, Christopher Rudeck, Fabian Wiede, Simon Ernst, Timo Kastening, Tim Suton, Jannik Hausmann | Axel Kromer                                       | Yves Kunkel (LA) und Paul Drux (RL) wurden in das All-Star-Team gewählt.               |
| 2016 | Dänemark     | 16                                                | 02.                                               | Joel Birlehm, Björn Zintel, Stefan Salger, Franz Semper, Tim Nothdurft, Kevin Struck, Valentin Spohn, Johannes Golla, Lars Weissgerber, Marian Michalczik, Patrick Gempp, Lukas Mertens, Tim Suton, Moritz Schade, Jerome Müller, Paul Twarz | Markus Baur, Erik Wudtke                          | Tim Suton (RM) und Lukas Mertens (LA) wurden in das All-Star-Team gewählt.             |
| 2018 | Slowenien    | 16                                                | 03.                                               | Janis Boieck, Luca Witzke, Dimitri Ignatow, Fin Backs, Tim Matthes, Janik Schrader, Lukas Stutzke, Lukas Kister, Justin Kurch, Leon Mehler, Joshua Thiele, Jannek Klein, Hendrik Schreiber, Mattis Michel, Frederik Simak, Max Neuhaus | Klaus-Dieter Petersen, André Haber                | Joshua Thiele wurde als bester Verteidiger ausgezeichnet.                              |
| 2020 | Kroatien     | Das Turnier fiel wegen der COVID-19-Pandemie aus. | Das Turnier fiel wegen der COVID-19-Pandemie aus. | Das Turnier fiel wegen der COVID-19-Pandemie aus. | Das Turnier fiel wegen der COVID-19-Pandemie aus. | Das Turnier fiel wegen der COVID-19-Pandemie aus.                                      |
| 2022 | Portugal     | 16                                                | 07.                                               | Tim Freihöfer, Sören Steinhaus, Elias Scholtes, Stephan Seitz, Matthes Langhoff, Oskar Neudeck, Florian Kranzmann, Felix Eißing, Lasse Ludwig, Renārs Uščins, Christian Wilhelm, Justus Fischer, Mats Grupe, Nico Schöttle, Maxim Orlov, Leon Ciudad Benitez | Martin Heuberger, Klaus-Dieter Petersen           | –                                                                                      |
| 2024 | Slowenien    | 24                                                | 04.                                               | Julian Buchele (TW), Frederik Höler (TW), Maximilian Grundmann (TW), David Móré (LA), Jarnes Faust (RA), Elias Newel (RM), Marvin Siemer (LA), Torsten Anselm (RM, RL), Fritz Leon Haake (RL), Tim Gömmel (RA), Anton Preußner (RR), Henri Pabst (RR), Magnus Grupe (RM), Nicholas Schley (KM), Jan Christian Schmidt (KM), Ben Connar Battermann (RL), Florian Scheerer (KM) | Martin Heuberger, Alexander Koke                  | David Móré wurde in das All-Star Team gewählt.                                         |